# Brustbeutel

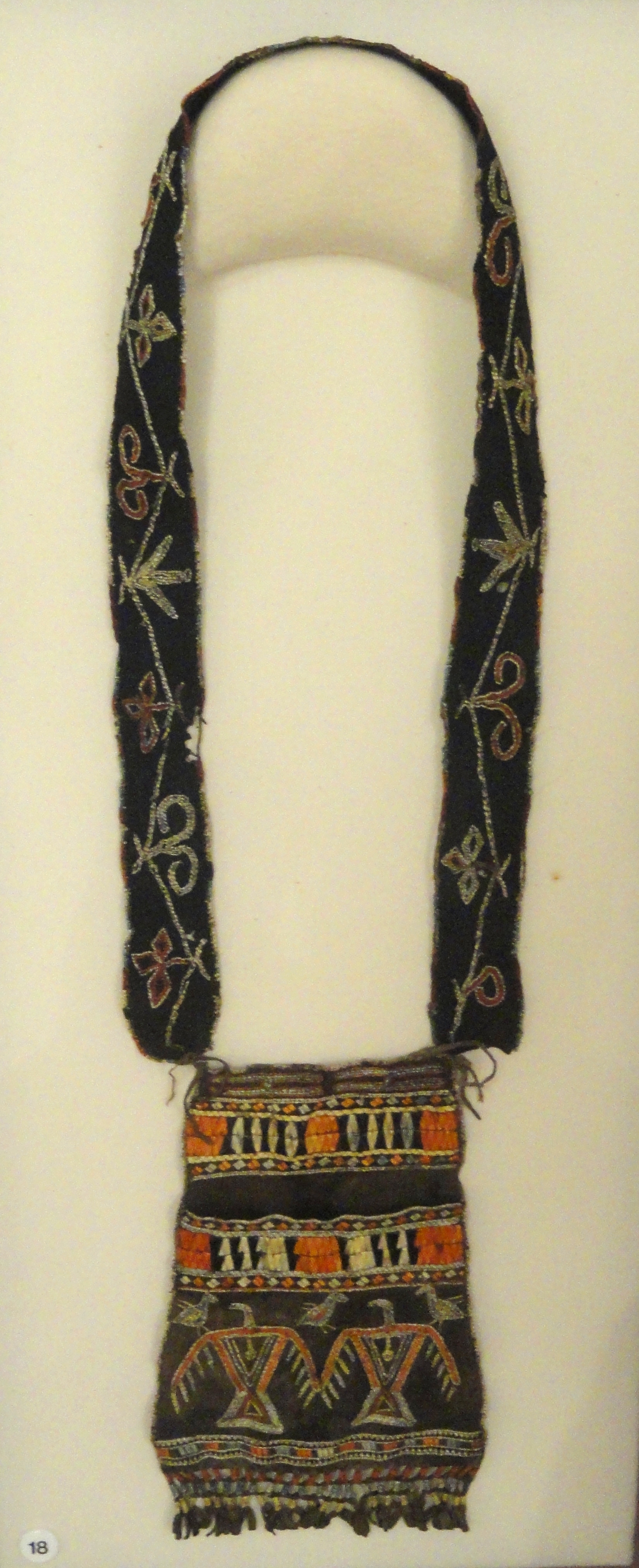
Brustbeutel der Ojibwa-Indianer

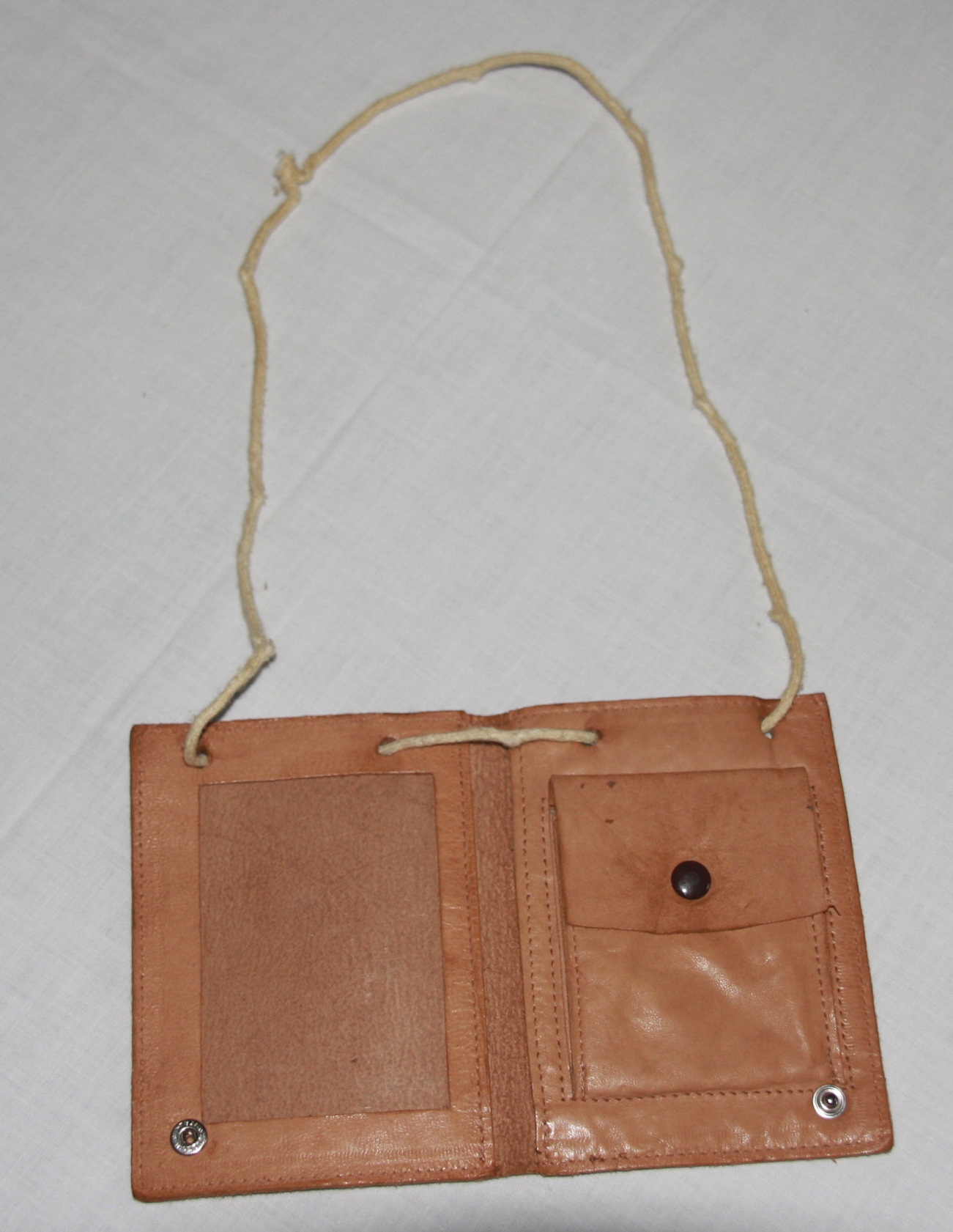
Brustbeutel aus Leder

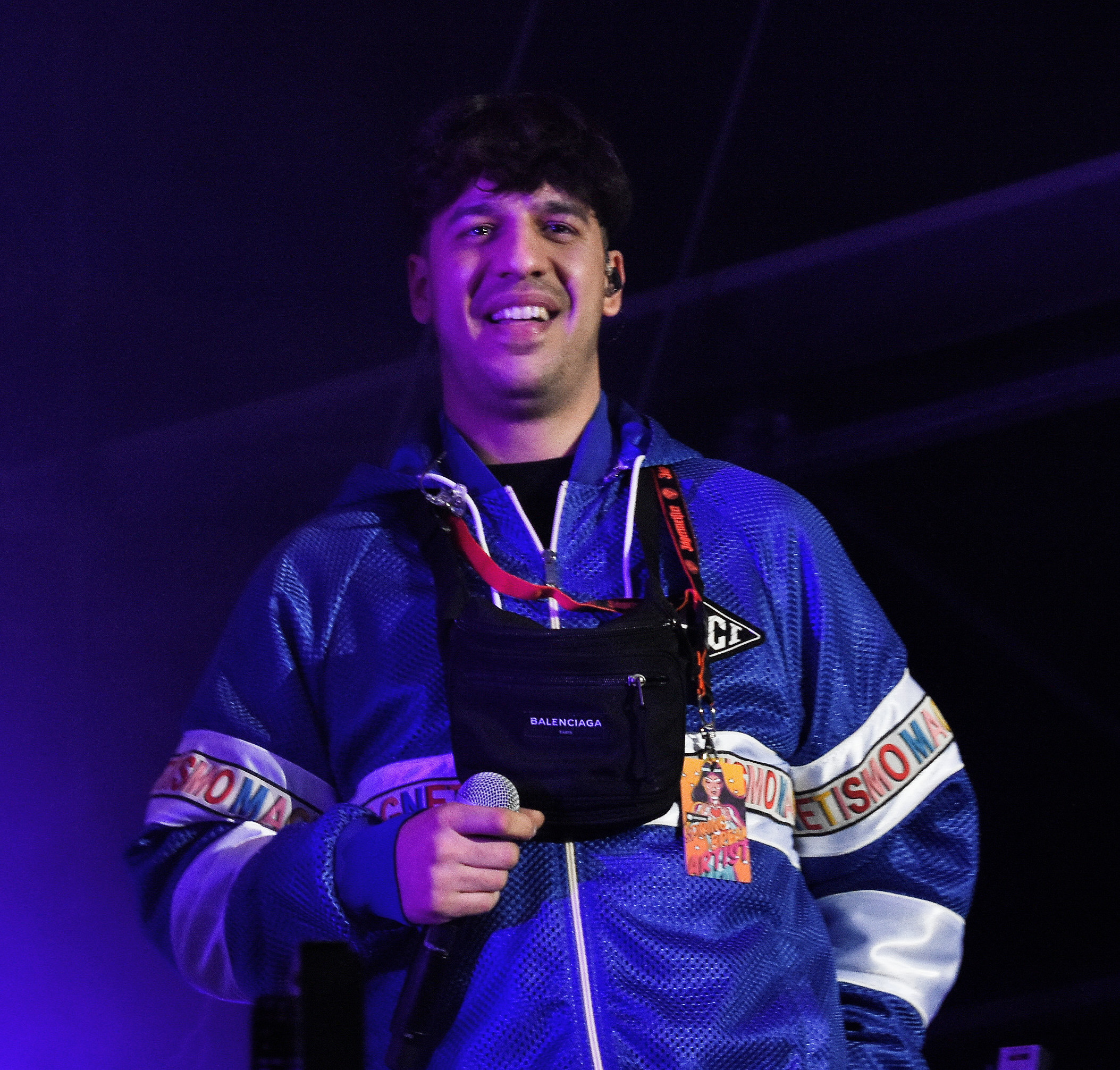
Rapper Ufo361 mit Brustbeutel

Der Brustbeutel ist eine kleine, flache Tasche, die mit einem Baumwollband oder einer Schnur um den Hals getragen wird. Er befindet sich unter oder über der Kleidung und auf Brust- oder Bauchhöhe.
Brustbeutel dienen als Alternative bzw. Ergänzung zur Geldbörse und damit zur Aufbewahrung von Geld, Dokumenten und Wertgegenständen. Vorteile bestehen darin, dass der Nutzer wichtige Gegenstände vergleichsweise sicher direkt am Körper verstauen kann und dass die Ausmaße meist für Impf- oder Reisepass ausreichen.

## Geschichte
Um den Hals getragene Beutel lassen sich bereits bei den nordamerikanischen Indianern nachweisen. Eine verbreitete Form war der sogenannte Medizinbeutel, in dem der „Medizinmann“ (Schamane) verschiedene Gegenstände wie Steine, Kräuter und weitere Dinge, denen übernatürliche Kräfte zugeschrieben wurden, aufbewahrte. Andere dienten zur Aufbewahrung von Schmuck, Körperpflegemitteln, Farbe oder Nähzeug.
Auch die Moorleiche von Pangerfilze aus dem 18. Jahrhundert trug einen Brustbeutel, wie bei der Ausgrabung im Jahre 1927 festgestellt wurde.
Brustbeutel wurden im 20. Jahrhundert oft von Kindern getragen, mehrheitlich auf Wunsch der Eltern, wodurch sie bei Jugendlichen oft als „uncool“ galten. In ihnen wurden Kleingeld für das Telefon, die Schülerfahrkarte und andere Utensilien verwahrt. Heute dient der Beutel dazu, Geld oder Wertgegenstände sicher vor Taschendieben bei sich zu tragen. Er wird auch in vielen Reiseführern für Reisen ins Ausland empfohlen, um Zahlungsmittel auf mehrere Stellen am Körper zu verteilen und wichtige Dokumente sicher körpernah zu tragen. Eine Alternative oder Ergänzung zum Brustbeutel ist der Geldgürtel.

## Material
Brustbeutel bestehen meistens aus weichem Leder oder auch aus Stoff. Sie sind meist eher flach gestaltet, damit sie unter der Kleidung nicht so stark auftragen. Moderne Beutel sind mittels starker Druckknöpfe oder Reißverschlüsse verschlossen.
Durch die Trageweise bedingt haben sie oft über längere Zeit einem intensiven Körperkontakt und sind damit einhergehend höheren Temperaturen sowie dem Einfluss von Schweiß und Reibung ausgesetzt.